# Papilio nephelus
Papilio nephelus is een vlinder uit de familie van de pages (Papilionidae). De wetenschappelijke naam van de soort is voor het eerst geldig gepubliceerd in 1836 door Jean Baptiste Boisduval.

## Verspreiding en leefgebied
Deze vlindersoort komt voor van Myanmar, Thailand, Cambodja, Maleisië, Indonesia tot China en Taiwan.